# Саранчук, Владимир Михайлович
Владимир Михайлович Саранчук (1937, Днепродзержинск, Днепропетровская область — 9 ноября 2021, Днепр) — советский и украинский театральный актёр и режиссёр, художественный руководитель Днепровского академического театра драмы и комедии (1976—2000). Заслуженный артист РСФСР (1974), народный артист Украины (1994).

## Биография
Родился в 1937 году в городе Днепродзержинск в семье металлурга.
Окончил Днепропетровское театральное училище и Киевский институт театрального искусства.
Работал в театрах Бахмута, Николаева, Кривого Рога, Благовещенска, Рыбинска и Мурманска. 
С 1976 года работал в Днепропетровском государственном театре русской драмы имени Горького. В 1976—2000 годах — главный режиссёр театра.
Умер 9 ноября 2021 года.

## Творческая деятельность
Работы в театре:
- «Гнездо глухаря» Виктора Розова;
- «Ревизор» Николая Гоголя;
- «Вишнёвый сад» Антона Чехова;
- «Выбор» Ю. Бондарева;
- «Кукушкины слёзы»;
- «Деревья умирают стоя»;
- «Дыкарь» Кассони;
- «Последние» М. Горького;
- «Ужин дураков» Вебера.

В кино снялся лишь дважды: в фильмах «Восемнадцатилетние» (1987) и «Потерянный рай» (2000).